# Svartbjörnsbyns IF
Svartbjörnsbyns IF är en idrottsförening från Svartbjörsbyn i Bodens kommun. Föreningen bedriver numer bara verksamhet inom ungdomsfotboll.

## Historia
Föreningen bildades 10 april 1936 och bedrev då verksamhet inom fotboll, bandy, friidrott och skidåkning i sin verksamhet. Efterhand tillkom ishockey och  orientering. Största framgången inom ishockey var 1974 då man vann distriktsmästerskapen. 1976–1979 hade man seniorlag i ishockey tillsammans med Bodens BK under namnet BBK/Björns.
Under 1980-talet och första halvan av 1990-talet hade föreningen stora framgångar inom rinkbandy. Bl.a. blev man Svenska mästare 1984 och 1985. Under en 30-årsperiod var sammanlagt 30 av föreningens spelare uttagna till landslaget och tillsammans gjorde de 161 landskamper.